# George Edmund Pilz
George Edmund Pilz (Sacramento, California, 1942 - Tegucigalpa, Honduras, 2 de junio de 2017) fue un profesor, biólogo y botánico estadounidense.

## Honores

### Eponimia
- Chrysanthellum pilzii Strother, 1976[3]
- Justicia pilzii T.F. Daniel, 2005[4]

- La abreviatura «Pilz» se emplea para indicar a George Edmund Pilz como autoridad en la descripción y clasificación científica de los vegetales.[5]